# Longuerue
Longuerue település Franciaországban, Seine-Maritime megyében. Lakosainak száma 342 fő (2022. január 1.). Longuerue Bierville, Blainville-Crevon, Pierreval, La Rue-Saint-Pierre, Saint-Germain-des-Essourts és Vieux-Manoir községekkel határos.

## Népesség
A település népességének változása:
| Lakosok száma | 308  | 320  | 319  | 327  | 330  | 334  | 338  | 341  | 342  |
|               | 2013 | 2015 | 2016 | 2017 | 2018 | 2019 | 2020 | 2021 | 2022 |